# Montenegrinska köket

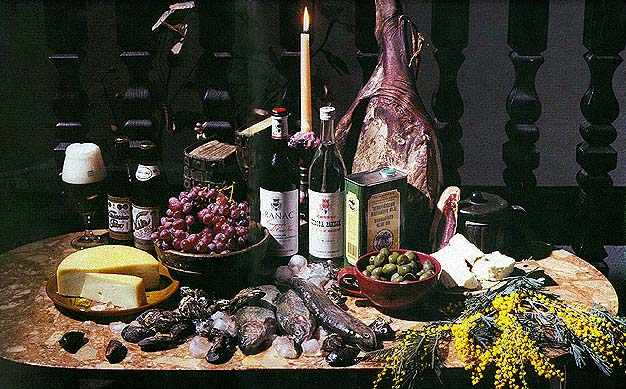
Montenegrinsk mat.

Montenegrinska köket är ett resultat av Montenegros geografiska läge och dess långa historia. Traditionella rätter i Montenegros hjärtland och dess adriatiska kust har en tydligt italiensk smak som visas i tillverkningen av bröd, på det sätt vilket kött röks och torkas, hur ost tillverkas, hur vin och spritdrycker framställs, hur soppor och grytor görs, polenta, fyllda spanskpepparfrukter, köttbullar, med flera.
Den näst största influensen kom från de levantinska och turkiska köken, senare till stor del via serbiska köket, i form av sarma, moussaka, pilaff, pitabröd, burek, ćevapčići, kebab och turkiska sötsaker såsom baklava och tulumba. Ungerska rätter som gulasch är också vanliga.
Det kroatiska köket och andra kök från kontinentala Europa har mestadels influerat efterrätterna. Crêpes, munkar, sylter, kex och tårtor har alla blivit populära. Det montenegrinska köket varierar mycket efter läge. Kustregionernas matvanor skiljer sig från det i de norra högländerna. I kustregionerna är medelhavsköket märkbart, med skaldjur som en vanlig rätt.